# Rome (New York)
Rome je grad u američkoj saveznoj državi New York. Prema popisu stanovništva iz 2010. u njemu je živjelo 33.725 stanovnika.